# Aplustridae
Famille
Synonymes
- Sulcoactaeonidae Gründel, 1997

Les Aplustridae forment une famille de mollusques hétérobranches marins appartenant à l'ordre des Cephalaspidea.

## Liste des genres
Selon World Register of Marine Species (20 octobre 2021) :
- genre Aplustrum Schumacher, 1817
  - Aplustrum amplustre (Linnaeus, 1758)
- genre Bullina Férussac, 1822
  - Bullina bruguieri (A. Adams, 1850)
  - Bullina callizona Sakurai & Habe, 1961
  - Bullina deshayesii Pilsbry, 1894
  - Bullina exquisita McGinty, 1955
  - Bullina lauta Pease, 1860
  - Bullina lineata (Gray, 1825)
  - Bullina melior (Iredale, 1929)
  - Bullina nobilis Habe, 1950
  - Bullina oblonga G. B. Sowerby III, 1897
  - Bullina rubeopunctata Kosuge, 1979
  - Bullina rubropunctata Valdés, 2008
  - Bullina scabra (Gmelin, 1791)
  - Bullina torrei (Aguayo & Rehder, 1936)
  - Bullina tuncatula Lin, 1989
  - Bullina virgo Habe, 1950
  - Bullina vitrea Pease, 1860
- genre Espinosina Ortea & Moro, 2017
  - Espinosina terracota (Moro, Ortea & Pérez-Dionis, 2015)
- genre Hydatina Schumacher, 1817
  - Hydatina albocincta (van der Hoeven, 1839)
  - Hydatina exquisita Voskuil, 1995
  - Hydatina fasciata (Bruguière, 1792)
  - Hydatina montillai Delsaerdt, 1996
  - Hydatina physis (Linnaeus, 1758)
  - Hydatina vesicaria (Lightfoot, 1786)
  - Hydatina zonata (Lightfoot, 1786)
- genre Micromelo Pilsbry, 1895
  - Micromelo barbarae Feliciano, Malaquias, Stout, Brenzinger, Gosliner & Valdés, 2021
  - Micromelo guamensis (Quoy & Gaimard, 1825)
  - Micromelo scriptus (Garrett, 1857)
  - Micromelo undatus (Bruguière, 1792)
- genre Parvaplustrum Powell, 1951
  - Parvaplustrum japonicum Chaban & Chernyshev, 2013
  - Parvaplustrum tenerum Powell, 1951
- genre Rictaxiella Habe, 1958
  - Rictaxiella choshiensis Habe, 1958
  - Rictaxiella debelius Poppe, Tagaro & Chino, 2011
  - Rictaxiella joyae Poppe, Tagaro & Chino, 2011
- genre Sulcoactaeon Cossmann, 1895 †

## Galerie

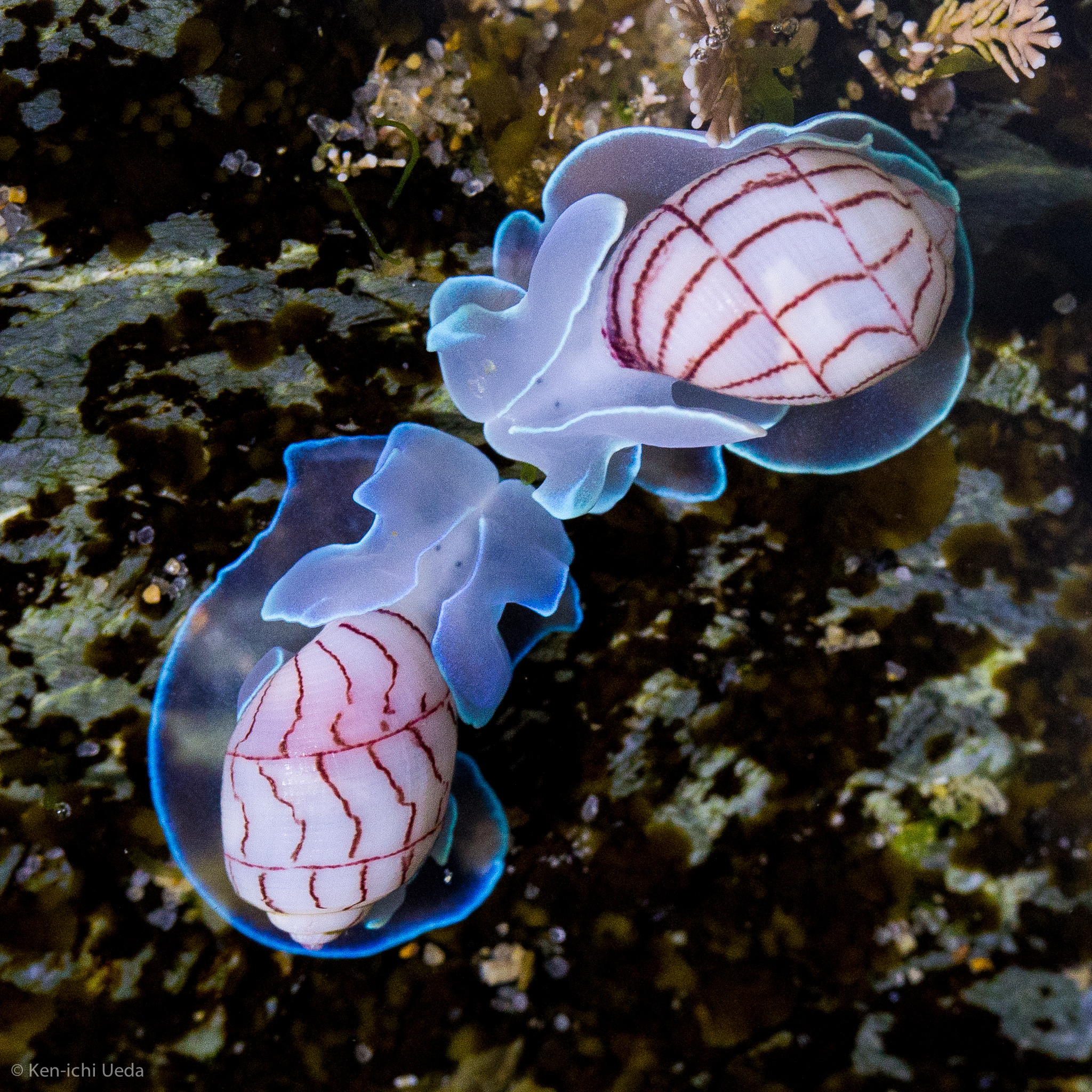
Deux Bullina lineata se rapprochent en vue de la reproduction.

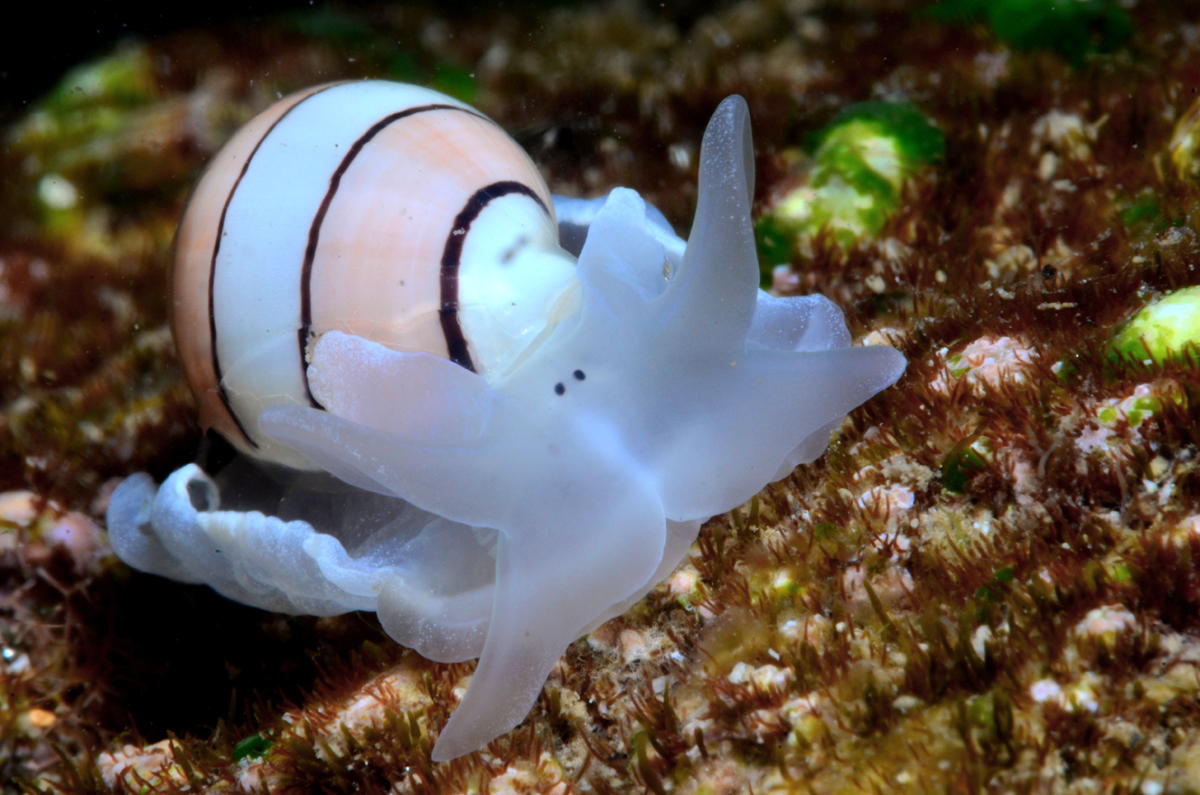
Aplustrum amplustre
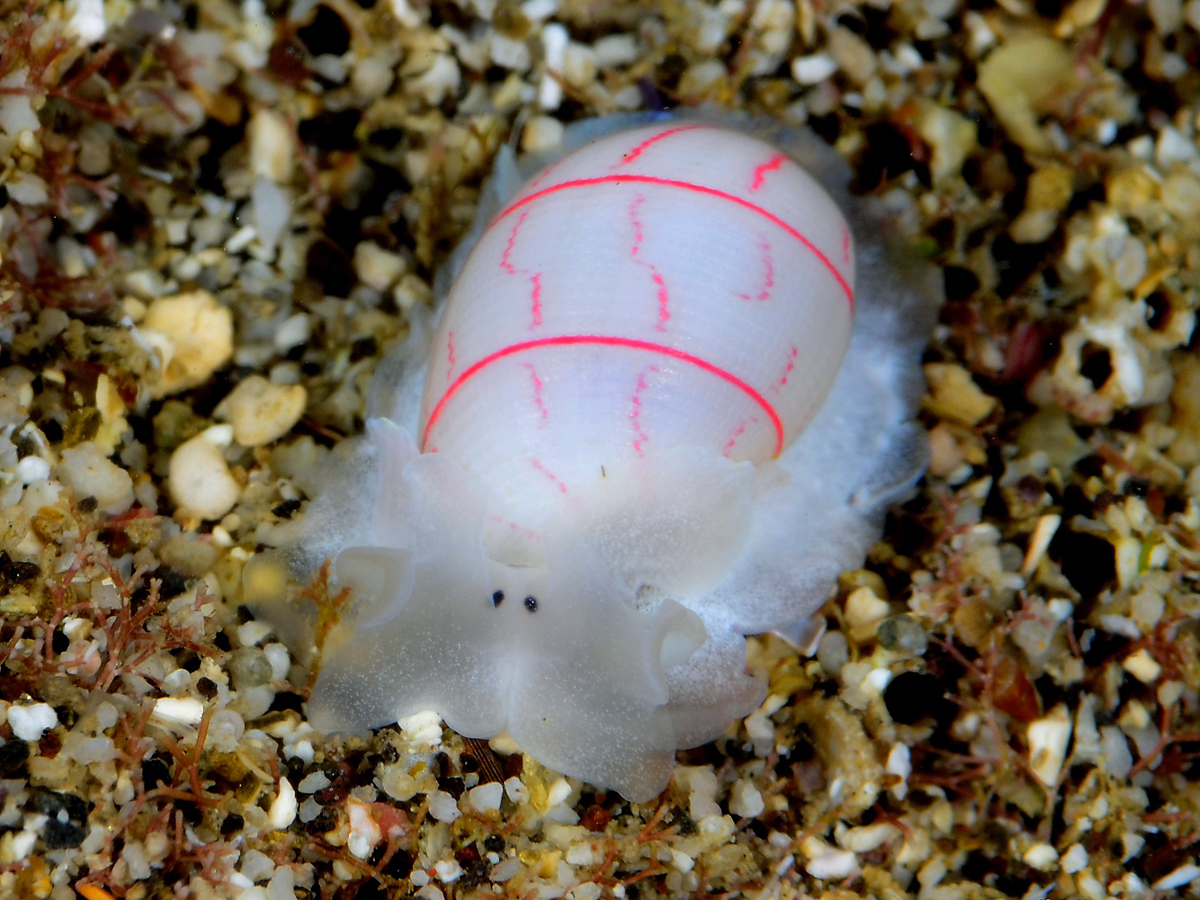
Bullina lineata
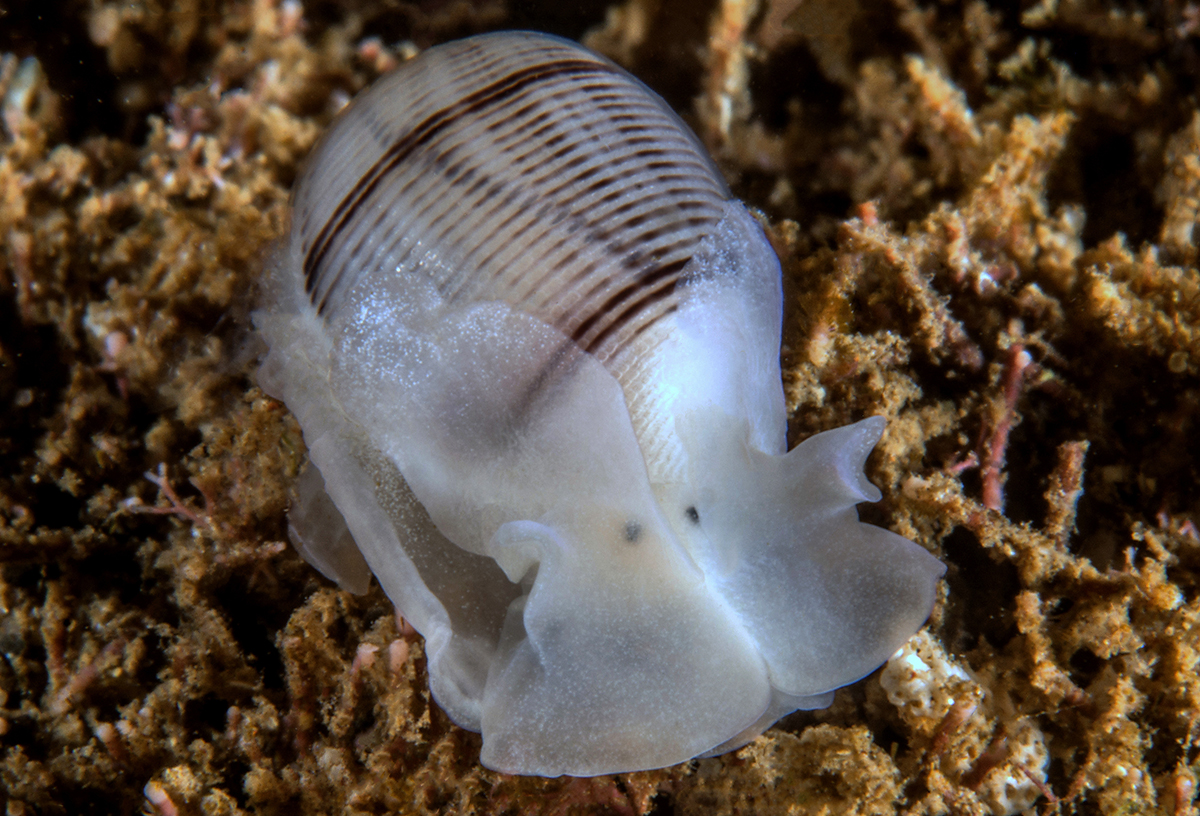
Bullina vitrea.
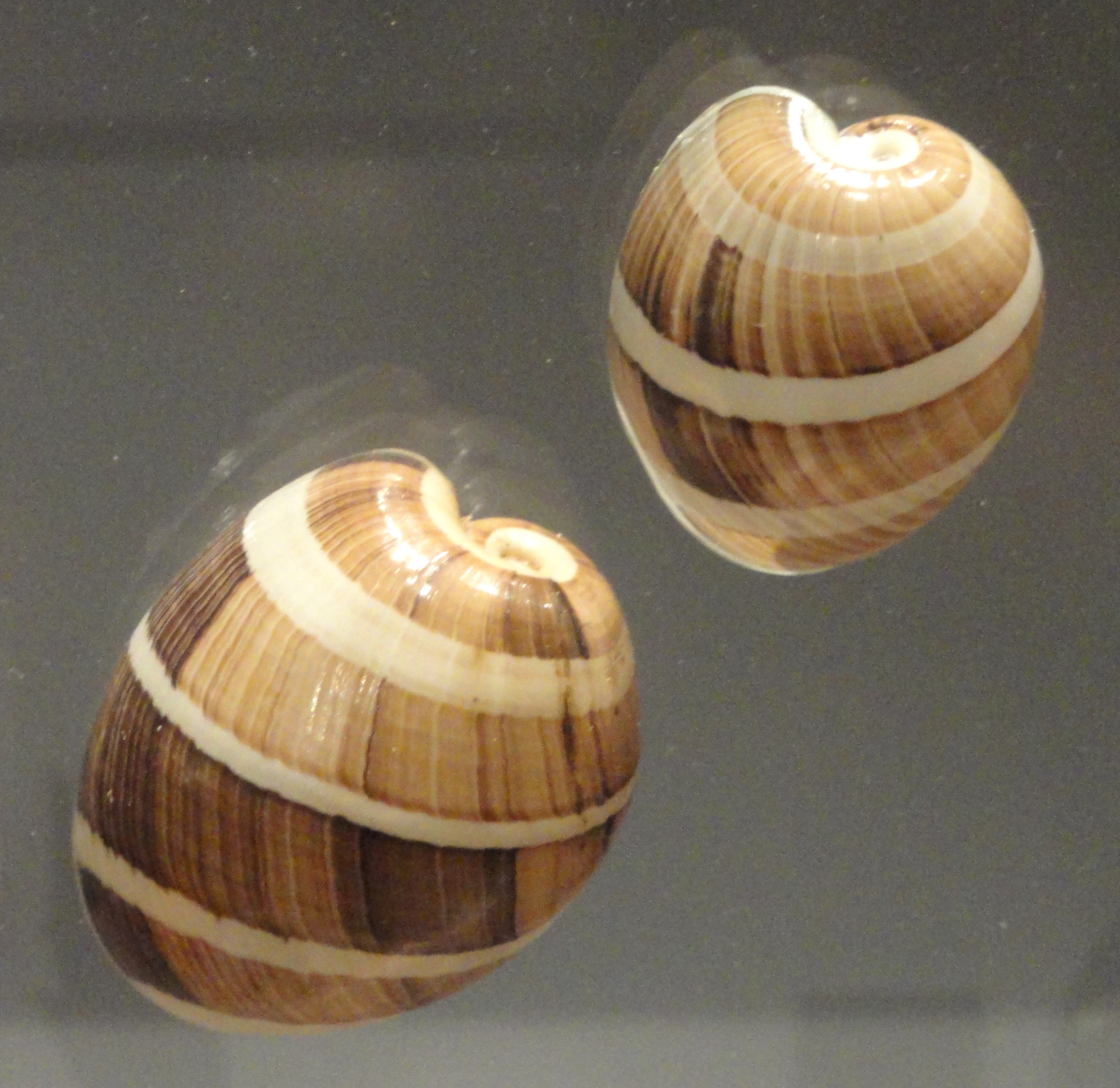
Hydatina albocincta
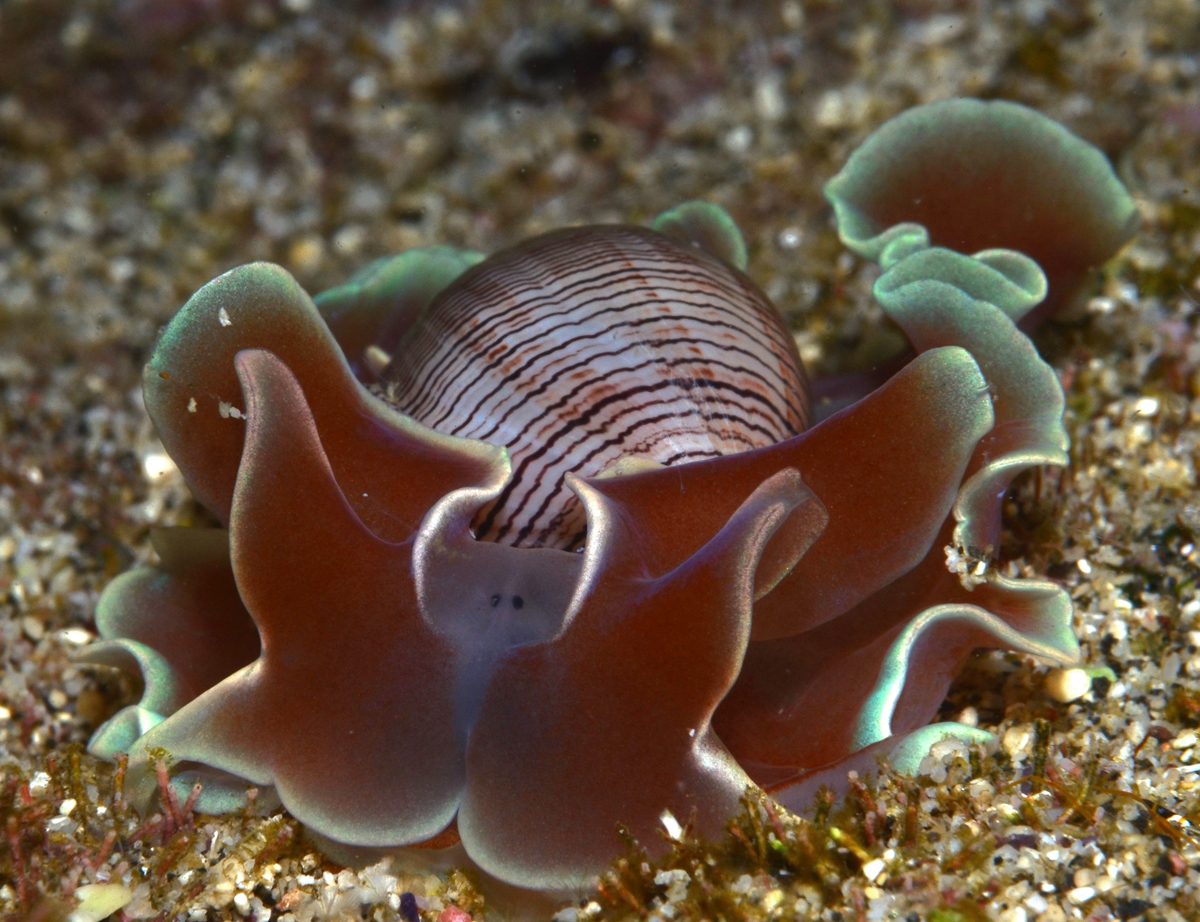
Hydatina physis
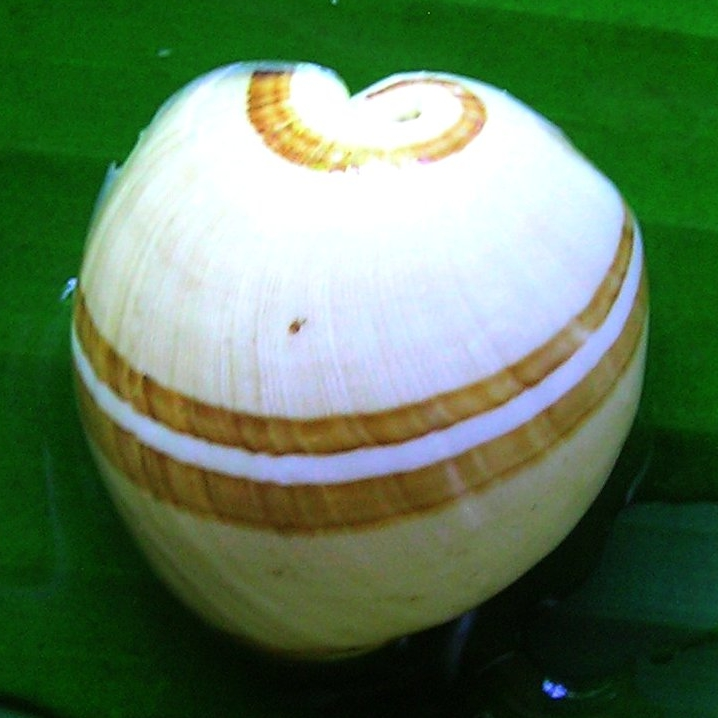
Hydatina zonata
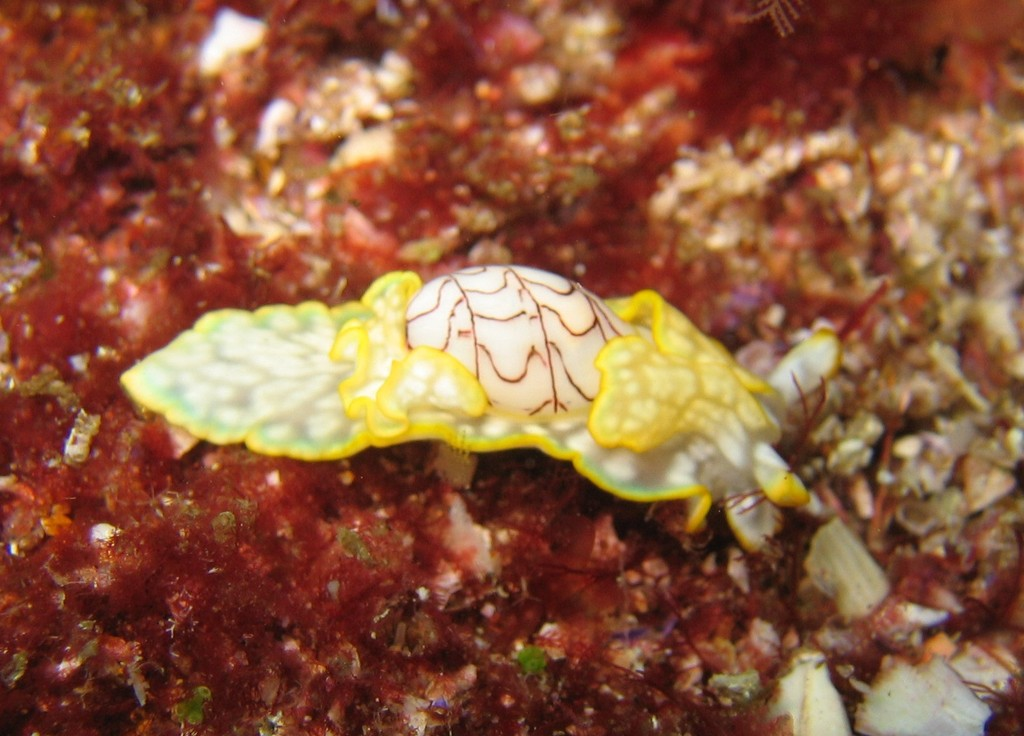
Micromelo guamensis
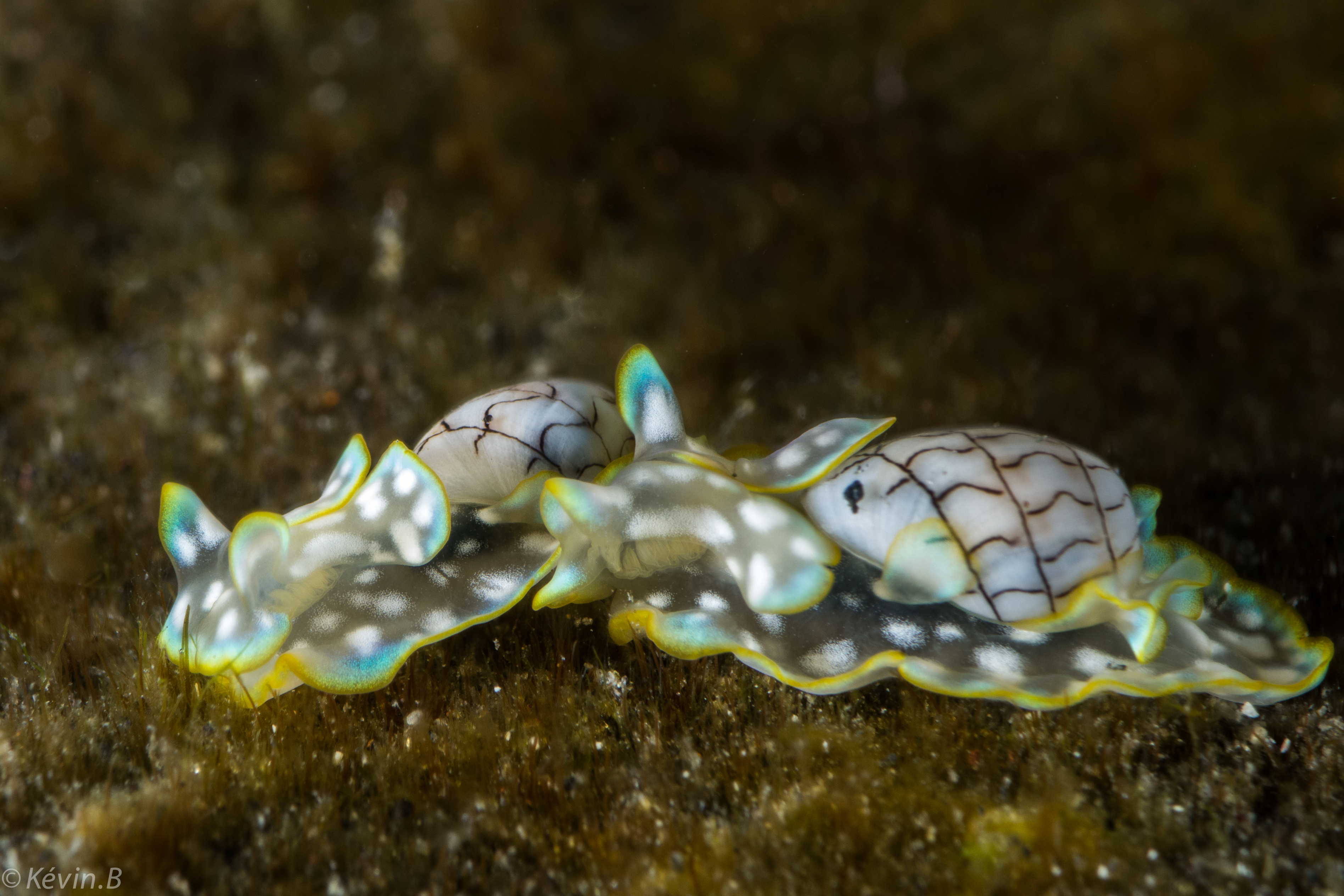
Micromelo scriptus
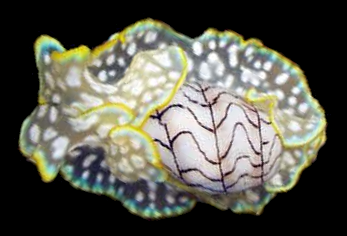
Micromelo undatus
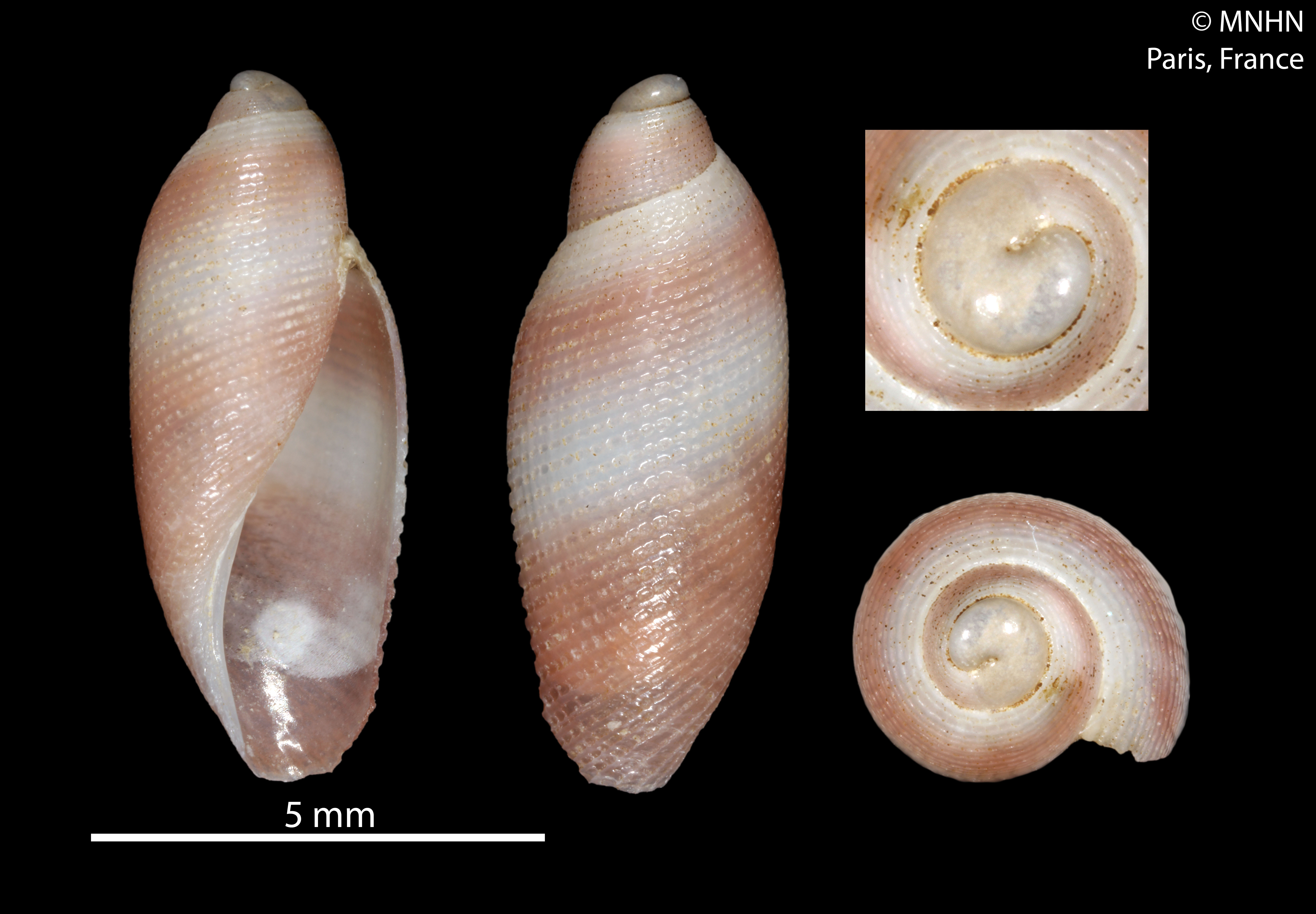
Rictaxiella debelius

## Synonymes
- Bullinidae Gray, 1850[1]
- Hydatinidae Pilsbry, 1893[2]
- Hydatinidae Pilsbry, 1895[1]
- Nonacteoninidae Bandel, 1994[1],[2]
- Sulcoactaeonidae Gründel, 1997[1],[2]